# نظرية التماثل البسيط
في الرياضيات، نظرية التماثل البسيط هي نظرية تماثل (فرع من فروع الطوبولوجيا الجبرية ) تهتم بنوع التماثل البسيط للفضاء. إنشائها وايتهايد في ورقته البحثية عام 1950 "أنواع التماثل البسيط". 

## قراءة إضافية
- قالب:Nlab
- A lecture by J. Lurie.